# Suphanburi
Supanbari é uma cidade da província Suphan Buri (província) na Tailândia.